# تريسو
تريسو هي بلدية في مقاطعة كونيو في منطقة بيدمونت الإيطالية تقع على بعد 50 كيلومتر (31 ميل) جنوب شرق تورينو، و50 كيلومتر شمال شرق كونيو. اعتبارًا من 31 ديسمبر 2004 كان عدد سكانها 764 نسمة، ومساحتها 9.5 كيلومتر مربع (3.7 ميل2).
تقع تريسو على حدود البلديات التالية: ألبا وباربايسكو ونيف ونيفيجلي وتريزو تينيلا.